# 岩浪とも子
岩浪 とも子（いわなみ ともこ、1962年10月14日- ）は日本のモデル、タレント、女優。本名は岩浪 智子（いわなみ ともこ）。東京都出身。

## 来歴・人物
1979年度サントリートロピカルガールコンテストでNO.1に選ばれ、日本航空の1980年度「JAL沖縄キャンペーンガール」（「ヒールを脱いだ5日間」のキャッチコピーで有名。テーマソングはツイストの「LOVE SONG」）でその名を上げ、以後男性週刊誌のグラビアや表紙モデルとして1980年代前半に活躍した。
陽に焼けた褐色の肌と当時の日本人女性の中でも群を抜く長身（小学生（学年不明）で既に167センチもあったという）、野生的な眼差しのルックスで注目を集める。特技はスポーツ全般で特に水泳が得意。本人曰くバスケットボールと水泳で作った体で、足と腰に自信があると1980年当時にコメントしている。
「三菱自動車キャンター」「日本石油」等のCMでも活躍、またタレントとしてテレビバラエティ番組「大正週間漫画 ゲラゲラ45」（テレビ朝日）に出演、女優としてはドラマ「探偵物語」（日本テレビ,1979年）や「Gメン'75」（TBS,1982年）にゲスト出演した。
モデルとして活躍中の1982年末に、同時期に活躍していた長身女性モデルの綱カツミ（後に幸丈恵巳に改名）、桜井絹江との3人でOAO（ワオー）という名のユニットを結成、グラビアのみならず歌手活動も行った。OAOのキャッチフレーズは「平均身長170cm」で、当時のプロフィールによると岩浪172cm、綱170cm、桜井166cm。グループ名の由来はメンバーの血液型で、岩浪と綱がO型、桜井がA型。OAOはポリドールからレコード・デビューの予定だったが実際は発売されず、イメージビデオ『タレント恋像ゲームⅣ ラブゲーム OAO（ワオー）』（1983、宇宙企画）の発売と雑誌『スコラ』のヌードグラビアのみにとどまり活動停止。
その後、岩浪は表記を本名の岩浪智子に改めてグラビア主体で活動を続け、雑誌『平凡パンチ別冊』『週刊プレイボーイ』などでヌードを披露した。「平凡パンチ」1985年2月18日号での巻頭グラビアを最後に、その後の消息は不明。

## 主な作品

### CM
- JAL沖縄キャンペーン
- 三菱自動車キャンター

### テレビ
- 大正週間漫画 ゲラゲラ45（テレビ朝日）

### テレビドラマ
- 探偵物語（NTV・東映芸能ビデオ）
  - 第14話「復讐のメロディー」（1979年）
- Gメン'75（TBS・東映）
  - 第343話「'82 オートバイに乗った暗殺者たち」（1982年）−藤森邦明の彼女

### ビデオ
- タレント恋像ゲームⅣ ラブゲーム OAO（ワオー）（宇宙企画FY-07）

### 写真集
- 『プレイボーイ写真文庫 遠藤正作品集』（他モデルとの混載） 集英社、1985年。
- 『遠藤正 写真集 日時計』（他モデルとの混載） 竹書房、1991年。
- 『遠藤正 NUDE 写真集』（他モデルとの混載） 竹書房、1992年。